# Serra Riccò
Serra Riccò (A Særa in ligure) è un comune italiano sparso di 7 566 abitanti della città metropolitana di Genova in Liguria. La sede comunale è situata nella frazione di Pedemonte.

## Geografia fisica

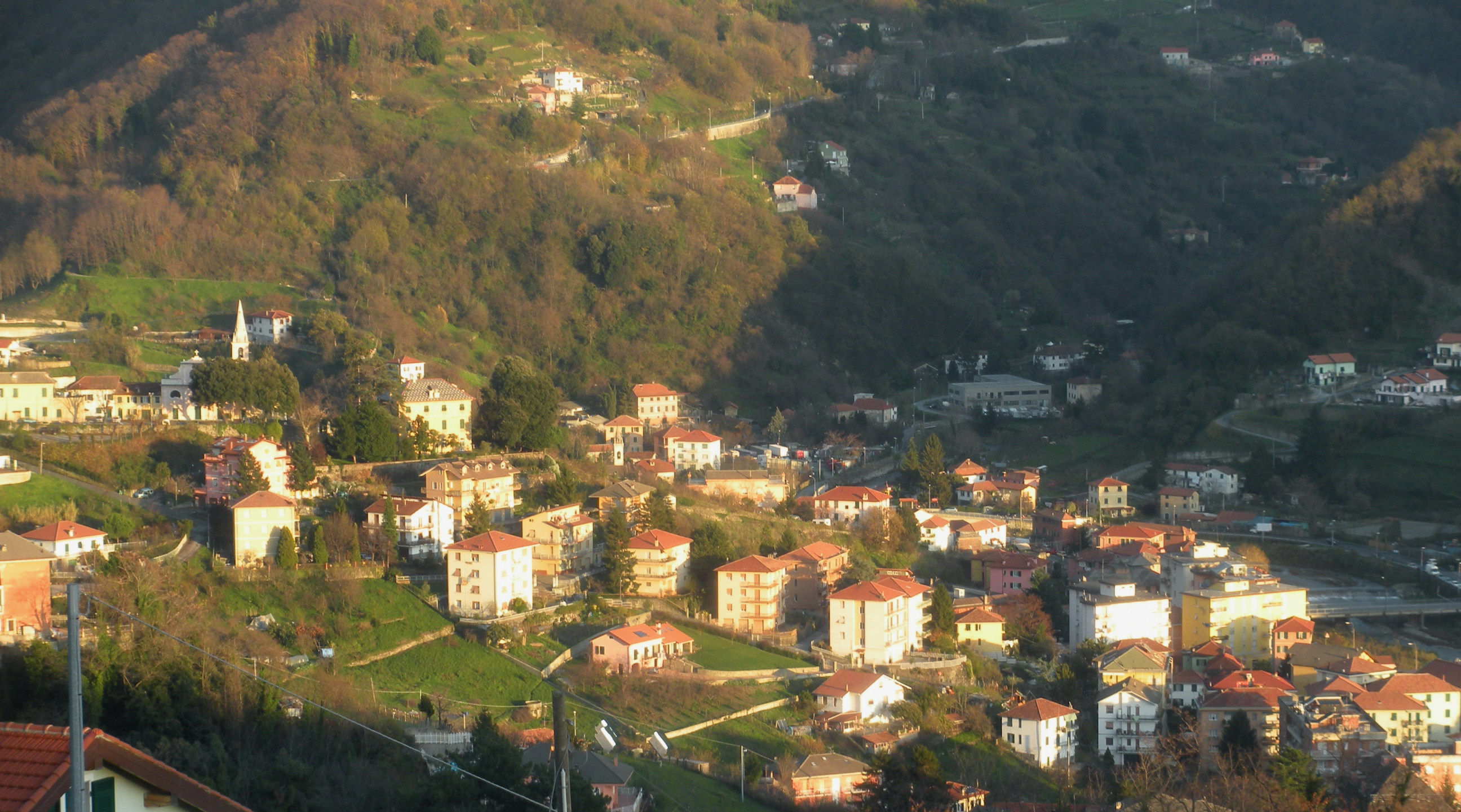
Veduta di Pedemonte, capoluogo comunale, con la chiesa parrocchiale.

Il territorio, in gran parte collinare e situato nell'alta val Polcevera, ha la sua cima centrale nel monte Pizzo (620 m s.l.m.), che sovrasta Pedemonte ed Orero. Altre cime importanti sono il monte Carmo (660 m s.l.m.) ed il monte Capanna (635 m s.l.m.) Le altezze maggiori si trovano però al confine con il comune di Montoggio, dove nel gruppo del monte Sella di Sant'Olcese (811 m s.l.m.), si raggiungono all'incirca i 700–750 metri di altezza.
Il corso d'acqua principale è il torrente Secca, lungo il quale, dopo la costruzione della strada di fondovalle, alla fine del XIX secolo si sono sviluppate le frazioni più popolose (Pedemonte, Castagna e Mainetto). Il Secca ha una portata molto irregolare come la maggior parte dei torrenti liguri, ed è asciutto per buona parte dell'anno. È uno degli affluenti principali del torrente Polcevera. Altro torrente degno di nota è il Pernecco, che confluisce nel Secca a Pedemonte, in prossimità del santuario di San Rocco.

## Storia

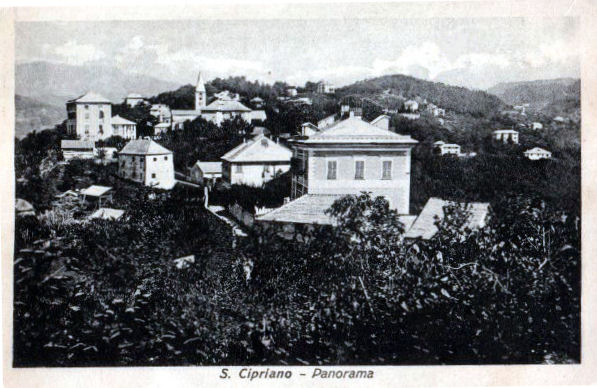
Fotografia di San Cipriano nel 1895

Il territorio dell'attuale comune di Serra Riccò ha seguito le vicende storiche che hanno coinvolto tutta la val Polcevera.
La zona fu abitata fin dall'antichità, come testimoniato da ritrovamenti archeologici sulla collina di San Cipriano risalenti all'età del ferro, che in Liguria si protrasse fino alla conquista romana (II secolo a.C.).
Le frazioni collinari che oggi formano il comune, allineate lungo le antiche strade che collegavano la costa ligure con l'entroterra e le regioni padane, esistevano già in epoca romana.
Sulla dorsale che divide il corso principale del Polcevera dalla valle del Secca, percorso dalla Via Postumia e dalla diramazione che portava in valle Scrivia attraverso il passo del Pertuso (nei pressi dell'attuale santuario della Vittoria a Mignanego) si trovavano i centri di San Cipriano (del quale non è noto il nome in epoca pre-cristiana) e Serra. Questi due centri nel medioevo divennero pievi, con giurisdizione sulle altre parrocchie dei dintorni e in epoca napoleonica diedero vita a due distinti comuni.
Un'altra strada, frequentata soprattutto in epoca medievale, era la cosiddetta "Via del sale", portava da Genova in valle Scrivia attraverso il passo della Crocetta d'Orero (il più basso — 465 m s.l.m. — di tutti i valichi appenninici). Questa via, il cui percorso coincideva in gran parte con quello della ferrovia Genova-Casella, era già conosciuta e percorsa in epoca romana: proprio durante i lavori di costruzione della ferrovia presso il borgo di Niusci, al confine con il comune di Sant'Olcese, nel 1923 furono rinvenute numerose monete d'argento (oltre 400), coniate da zecche liguri tra il IV ed il I secolo a.C. in parte andate successivamente disperse ed in parte esposte nel museo archeologico regionale della Valle d'Aosta. Il ritrovamento, noto come ripostiglio di Niusci, è particolarmente importante perché testimonianza di una fiorente attività di conio nella Liguria pre-romana.

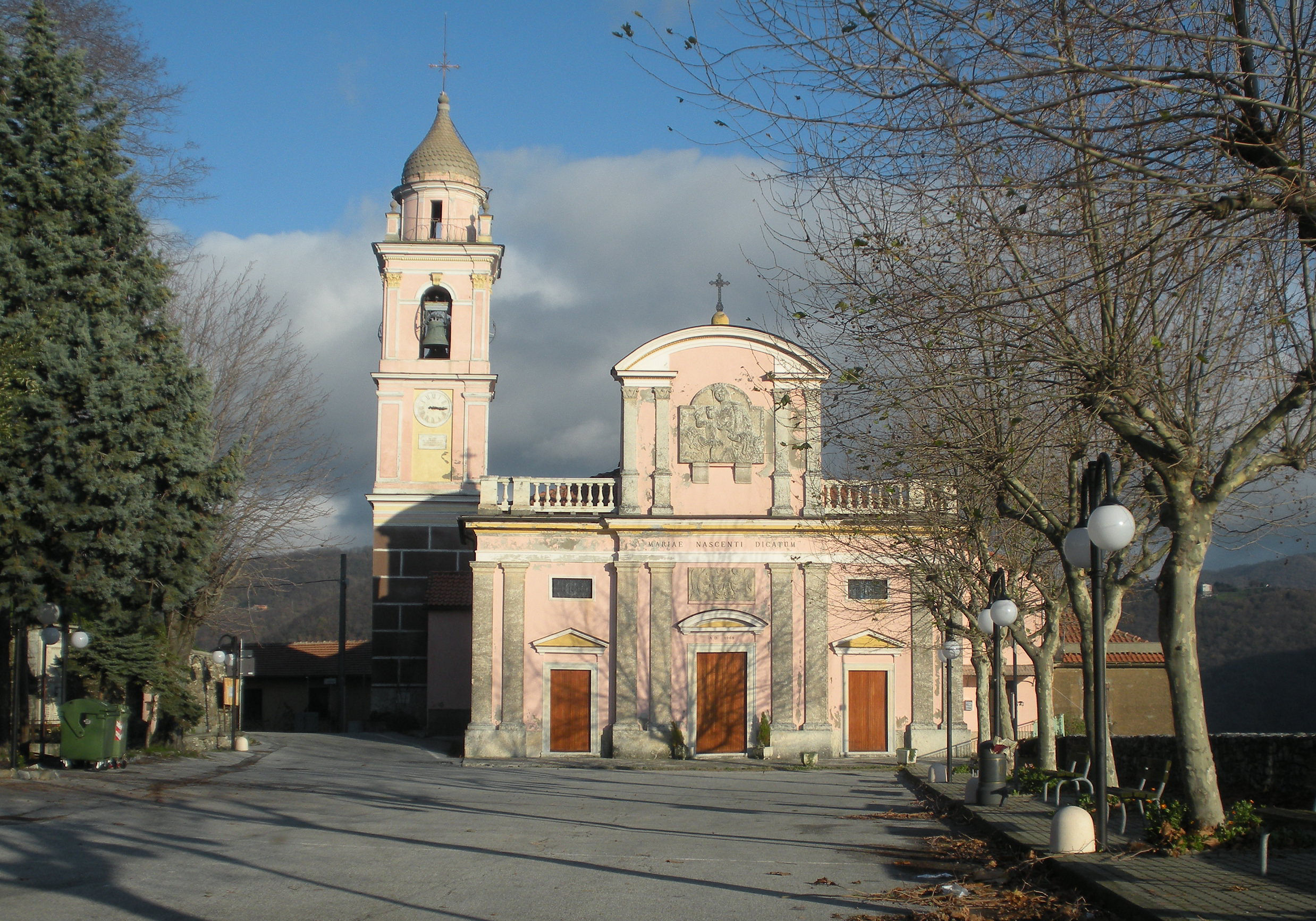
La chiesa parrocchiale della Natività di Maria Santissima nella frazione di Valleregia

Intorno al X secolo nella zona si stabilirono diverse famiglie nobili genovesi che innalzarono torri e castelli a Pedemonte, Serra e San Cipriano (dei quali nulla è rimasto). A Castrofino, nei pressi di San Cipriano nel 1080 (o nel 1081) nacque il Caffaro, figlio del signore del paese Rustico da Caschifellone, che sarebbe diventato un importante uomo politico, ambasciatore e ammiraglio della Repubblica di Genova, ricordato soprattutto per i suoi celebri Annali.
A Pedemonte nel 1506, fu casualmente rinvenuta da un contadino del luogo, Agostino Pedemonte, la celebre Tavola bronzea, risalente al 117 a.C., che reca incisa un'iscrizione latina relativa ad una sentenza del Senato romano in merito ad una controversia fra le tribù Liguri dei Veturii e dei Genuates.
Le varie frazioni subirono nefaste conseguenze nel XIV secolo in occasione delle lotte fra guelfi e ghibellini, nel 1507 quando le truppe del re di Francia Luigi XII scesero in val Polcevera per riconquistare Genova (da dove i francesi erano stati cacciati due anni prima) e negli anni 1746–1747 con l'occupazione austriaca (guerra di successione austriaca).
Nel 1797 con la nuova dominazione francese di Napoleone Bonaparte rientrò dal 2 dicembre nel dipartimento della Polcevera, con capoluogo Rivarolo, all'interno della Repubblica Ligure. Dal 28 aprile del 1798 con i nuovi ordinamenti francesi, il territorio odierno di Serra Riccò venne diviso nei due capoluoghi del VI cantone (San Cipriano) e X cantone (Serra) della giurisdizione del Polcevera. Dal 1803 divenne centro principale del II cantone della Polcevera nella giurisdizione del Centro. Annesso al Primo Impero francese dal 13 giugno 1805 al 1814 venne inserito nel dipartimento di Genova.
Nel 1815 fu inglobato nel Regno di Sardegna, così come stabilì il congresso di Vienna del 1814, e successivamente nel Regno d'Italia dal 1861. Dal 1859 al 1926 il territorio fu compreso nel XIV mandamento di Pontedecimo del circondario di Genova dell'allora provincia di Genova.
Nel 1863 assunse l'odierna denominazione di Serra Riccò; nel 1869 aggrega la frazione di San Cipriano dopo il suo distaccamento dal territorio di Pontedecimo e subisce l'ultimo cambiamento dei confini territoriali nel 1877 con l'aggregazione, da Sant'Olcese, della frazione di Orero.
Dal 1973 al 31 dicembre 2008 ha fatto parte della Comunità montana Alta Val Polcevera e, con le nuove disposizioni della Legge Regionale n° 24 del 4 luglio 2008, fino al 2011 della Comunità montana Valli Genovesi Scrivia e Polcevera.

### Simboli
Stemma
Gonfalone
Bandiera

Lo stemma e il gonfalone sono stati concessi con il decreto del presidente della Repubblica del 28 settembre 1966.

## Monumenti e luoghi d'interesse

### Architetture religiose

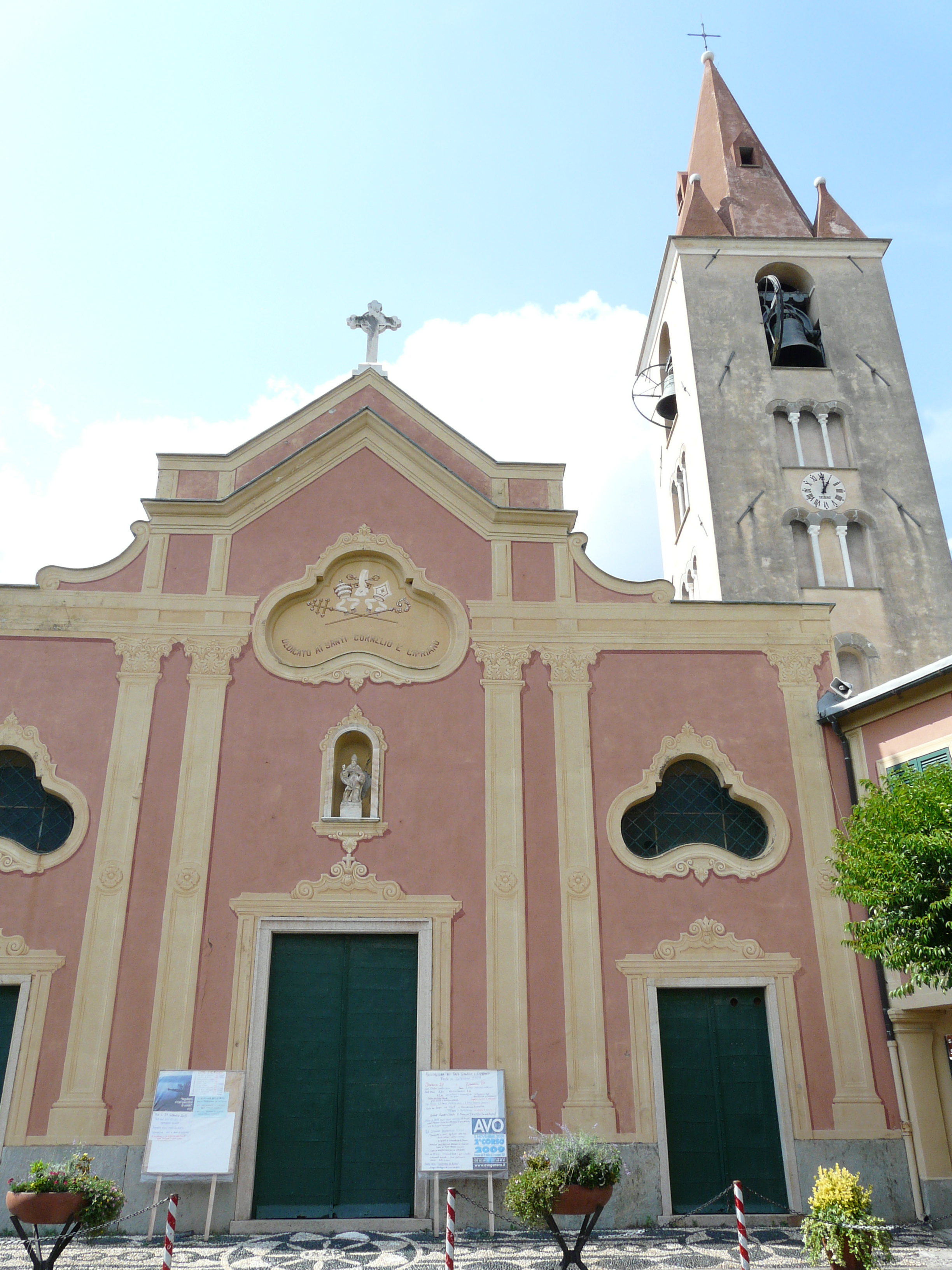
La chiesa parrocchiale dei Santi Cornelio e Cipriano a San Cipriano

- Santuario di San Rocco nella frazione capoluogo di Pedemonte, alla confluenza tra il rio Pernecco e il torrente Secca, risalente al XVI secolo anche se il luogo di culto viene menzionato solamente nel 1771. In occasione della festa al santo si svolge una processione con la partecipazione di molte confraternite con i loro "Cristi".
- Chiesa parrocchiale della Santissima Annunziata nella frazione capoluogo di Pedemonte. Citata per la prima volta in un documento del 1251, fu rifatta integralmente a partire dal 1660 e, dopo i danneggiamenti per la guerra di successione austriaca, i lavori di ricostruzione si protrassero fino al 1771. Vi sono conservate tele attribuite a Giovanni Carlone, Domenico Fiasella e Giovanni Battista Merano. Il campanile è uno dei più antichi della valle e già nel 1862 aveva quattro campane.
- Cappella del Sacro Cuore, nella frazione di Castagna, edificata negli anni sessanta del Novecento.
- Cappella di San Michele di Castrofino nel vicino borgo di Favareto, del VI secolo. La prima memoria di questo edificio religioso, uno dei più antichi della Liguria, probabilmente costruito dai primi convertiti al Cristianesimo, risalirebbe al 506, data desunta dalla lapide sepolcrale ivi rinvenuta. Già autonoma chiesa parrocchiale, dal XIV secolo è segnalata come dipendenza della parrocchia di San Cipriano. Sui resti della primitiva cappella, nel 1861, per volere dell'allora arciprete di San Cipriano, fu edificata l'odierna cappella, restaurata nel 2007.
- Chiesa parrocchiale di Nostra Signora della Mercede nella frazione di Mainetto. Nella zona della frazione di Mainetto, la cui espansione edilizia è piuttosto recente, esisteva, tra le diverse residenze estive di ricche famiglie genovesi, anche una residenza di villeggiatura per l'alto clero ligure (Villa Chiappara) con una cappella privata ma aperta ai fedeli, intitolata alla Mater Misericordiæ; non esisteva una vera e propria chiesa: la frazione ricadeva nella giurisdizione della parrocchia di San Cipriano. Negli anni trenta del XX secolo fu costruita l'attuale chiesa, inaugurata il 16 giugno 1940 col titolo di Rettoria di Nostra Signora della Mercede ed eretta in parrocchia autonoma con decreto dell'arcivescovo Giuseppe Siri del 23 aprile 1948. La festa patronale si celebra la prima domenica di agosto.
- Chiesa parrocchiale di San Lorenzo martire nella frazione di Orero.
- Chiesa parrocchiale dei Santi Cornelio e Cipriano nella frazione di San Cipriano. Risalente secondo la tradizione al IX secolo, conserva i segni dei numerosi restauri ed ampliamenti subiti nel tempo (i lavori più importanti furono eseguiti nel XVII secolo) con affreschi, stucchi e marmi di pregio, oltre all'artistico organo e alle statuine del presepe attribuite alla scuola del Maragliano. Tra le opere sono conservate un polittico sull'altare - eseguito alla metà del Cinquecento ad opera di Giovanni Cambiaso e del più celebre figlio Luca - ed è composto da varie tavole, raffigura episodi della vita dei santi Cornelio papa e Cipriano vescovo.
- Oratorio della Confraternita della Santa Croce nella frazione di San Cipriano, accanto alla chiesa parrocchiale dei Santi Cornelio e Cipriano.
- Chiesa di Santa Maria degli Angeli nella frazione di San Cipriano, edificata nel 1957.
- Monastero della Santissima Annunziata e Incarnazione nella frazione di San Cipriano, ospitante l'ordine delle monache annunziate Celesti (dette "Turchine", dal colore dell'abito talare). Le suore qui si trasferirono da Genova dopo la demolizione nel 1917 del preesistente convento seicentesco nel quartiere di Castelletto.
- Chiesa parrocchiale di Santa Maria Assunta nella frazione di Serra. Citata come pieve nel "Registro Arcivescovile delle decime" del 1143, aveva giurisdizione su numerose parrocchie comprese negli attuali comuni di Serra Riccò e Mignanego. Solo nel 1885 fu decisa la costruzione di una nuova chiesa, ultimata nel 1888 e benedetta dall'arcivescovo di Genova Salvatore Magnasco nello stesso anno.
- Cappella della Madonna dell'Acqua nella frazione di Serra, probabilmente edificata nel XVII secolo.
- Chiesa parrocchiale della Natività di Maria Santissima nella frazione di Valleregia. Citata in un documento del 12 dicembre 1191, insieme alla chiesetta di San Martino di Magnerri, entrambe le chiese sarebbero state fondate da San Claro. La chiesa fu ricostruita nel XVII secolo con struttura a tre navate con cinque altari, in uno dei quali, in un'urna marmorea risalente al 1543, sono conservate le reliquie di San Claro. È sede di arcipretura dal 4 maggio 1944.
- Chiesetta di San Martino nel borgo di Magnerri nella frazione di Valleregia. È considerata una delle più antiche chiese della Liguria; fu la prima ad essere fondata da San Claro quando si stabilì in questo luogo, all'inizio del V secolo. Parrocchia autonoma fino al 1387, venne sottoposta alla parrocchia di Valleregia probabilmente dopo il saccheggio francese del 1507.

### Architetture civili

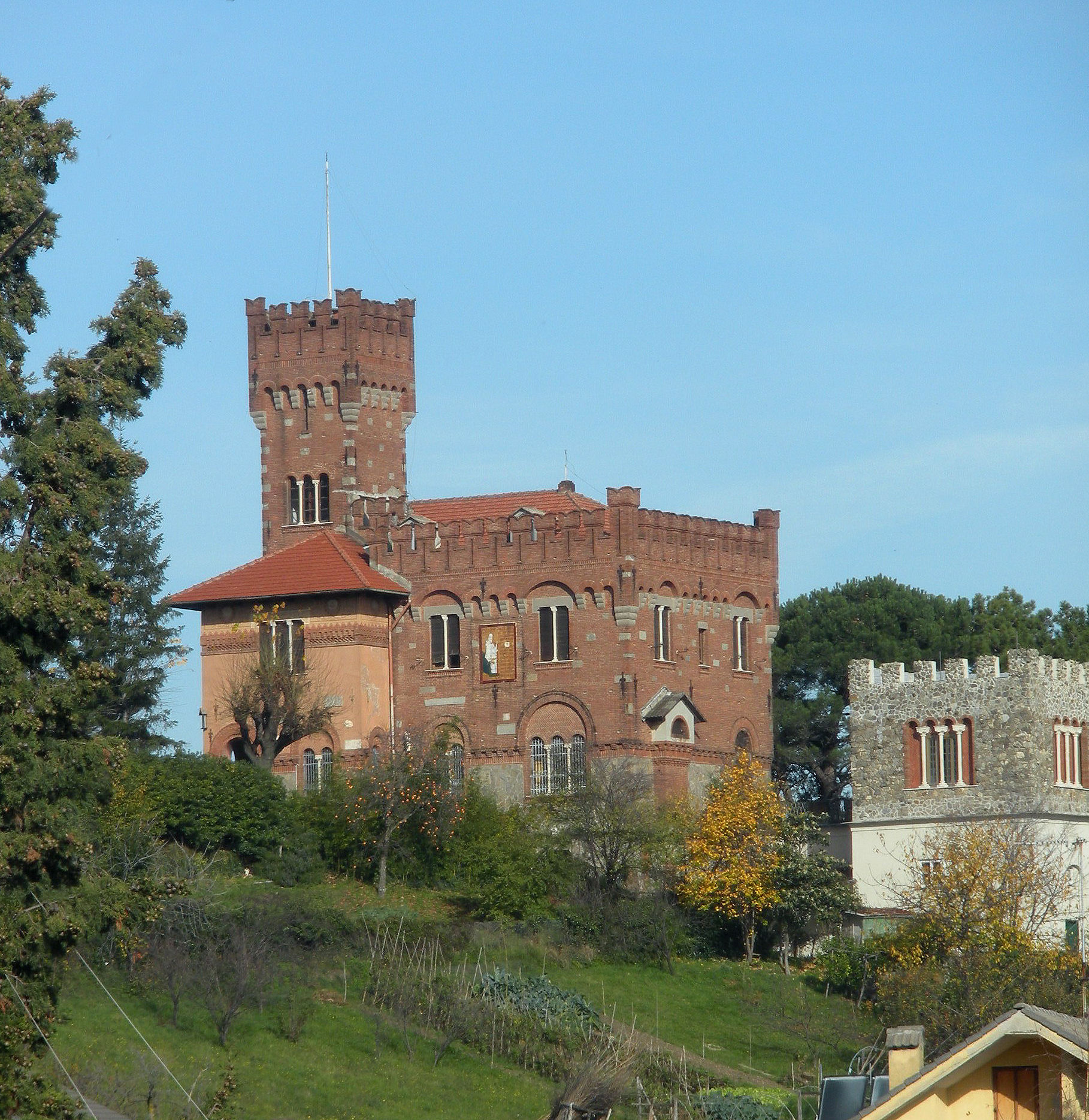
Il castello Parodi

- Castello di San Cipriano nella frazione di San Cipriano. Il castello, in stile neogotico, fu fatto costruire agli inizi del XX secolo dall'onorevole Emilio Parodi sul sito di un'altra delle antiche torri di avvistamento poste a difesa della val Polcevera. Si trova su un'altura che domina le due vallate (Secca e Polcevera), dal santuario della Vittoria fino al mare. Costruito ad imitazione degli antichi castelli, è costituito da un corpo centrale in mattoni con un'alta torre e da una torretta in pietra dalla parte opposta.

## Società

### Evoluzione demografica
Abitanti censiti

### Etnie e minoranze straniere
Secondo i dati Istat al 31 dicembre 2022, i cittadini stranieri residenti a Serra Riccò sono 288, così suddivisi per nazionalità, elencando per le presenze più significative:
1. Romania, 55
2. Albania, 47
3. Marocco, 26
4. Ucraina, 23

## Geografia antropica

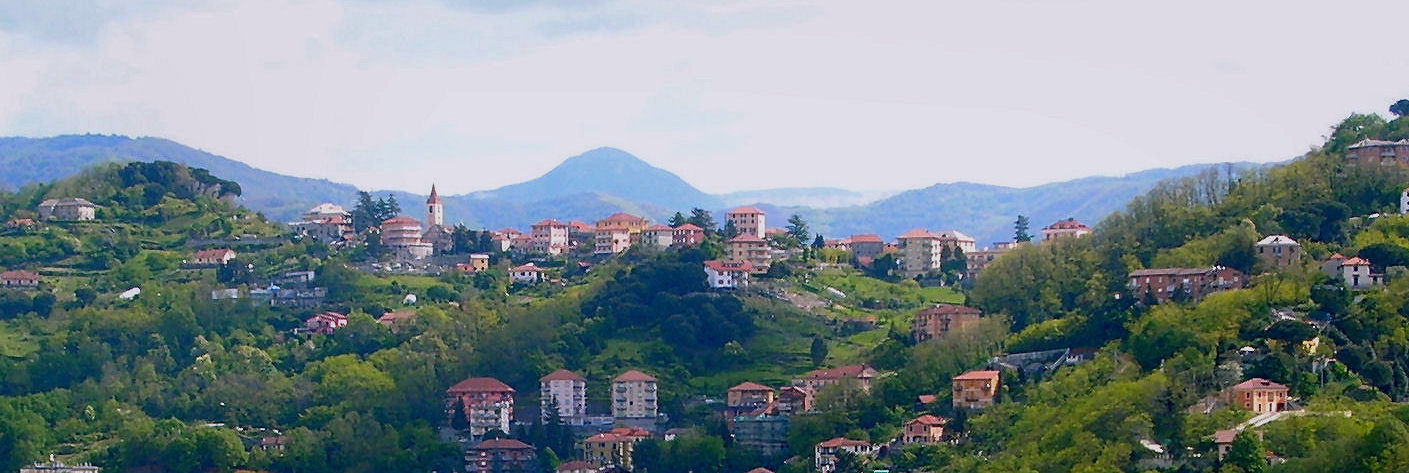
La frazione di San Cipriano

Il territorio comunale è costituito dalle otto frazioni di Castagna, Mainetto, Orero, Pedemonte (sede comunale), Prelo, San Cipriano, Serra, Valleregia per un totale di 26,2 km².
Confina a nord con i comuni di Mignanego, Savignone e Casella, a sud con Genova e Sant'Olcese, ad ovest con Mignanego e Genova e ad est con Savignone, Casella e Montoggio.

### Frazioni e località
Provenendo da Genova-Bolzaneto sul fondovalle del torrente Secca si incontrano in successione le frazioni di Mainetto, Castagna e Pedemonte, quest'ultima sede comunale. Sulle colline circostanti si trovano i due ex capoluoghi comunali Serra e San Cipriano, che anticamente erano comuni distinti ed inoltre Valleregia e Orero; quest'ultima località, in precedenza frazione di Sant'Olcese, fu aggregata al comune di Serra Riccò nel 1877.
Il comune comprende anche, sul versante opposto della collina di San Cipriano, la frazione di Prelo, sulla sinistra del torrente Riccò (che per un tratto segna il confine con i comuni di Genova e Mignanego).

#### San Cipriano
San Cipriano (San Çepriàn in ligure, pronuncia San Sepriàn) è situato sul crinale che divide la valle principale del Polcevera da quella del suo principale affluente, il torrente Secca. Al 1869 risale il distacco della frazione dal comune di Pontedecimo e relativa aggregazione al comune di Serra Riccò.
Come già ricordato San Cipriano diede i natali al famoso annalista Caffaro.
Edifici notevoli della frazione sono la chiesa parrocchiale intitolata ai santi Cornelio e Cipriano, la cappella di San Michele di Castrofino e il castello Parodi.

#### Serra

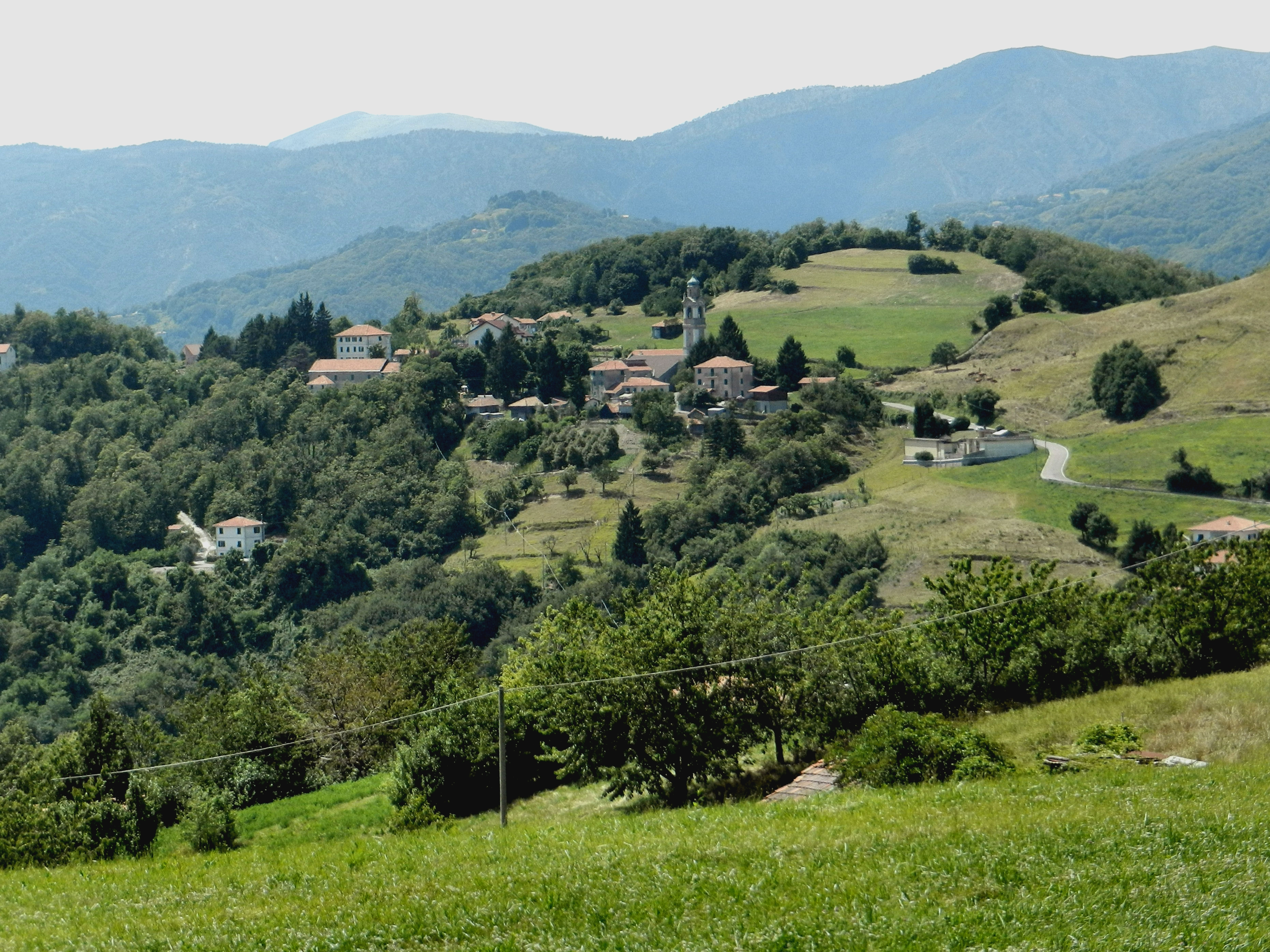
La frazione Serra

Serra (Særa in ligure) è la frazione che dava il nome al comune fino al 1863, situata sulla strada che da San Cipriano porta al santuario della Vittoria.
La locale chiesa parrocchiale di Santa Maria Assunta ebbe per lungo tempo la giurisdizione ecclesiastica sulle altre parrocchie delle diverse frazioni nelle valli del Secca e del Riccò e in epoca napoleonica divenne sede comunale. La casa comunale fu ospitata in un primo tempo in un edificio, ancora esistente, nei pressi della chiesa, ma già nella prima metà dell'Ottocento fu trasferita a Pedemonte.
Fanno parte di Serra numerose case sparse sul versante sinistro del Riccò, che di fatto gravitano sul contiguo comune di Mignanego; proprio sulla riva del torrente, adiacente alla frazione Barriera del comune di Mignanego, ma nel territorio comunale di Serra Riccò, si trova la stazione ferroviaria di Piano Orizzontale dei Giovi, sulla linea Genova-Torino, utilizzata prevalentemente dagli abitanti di Mignanego..

#### Pedemonte

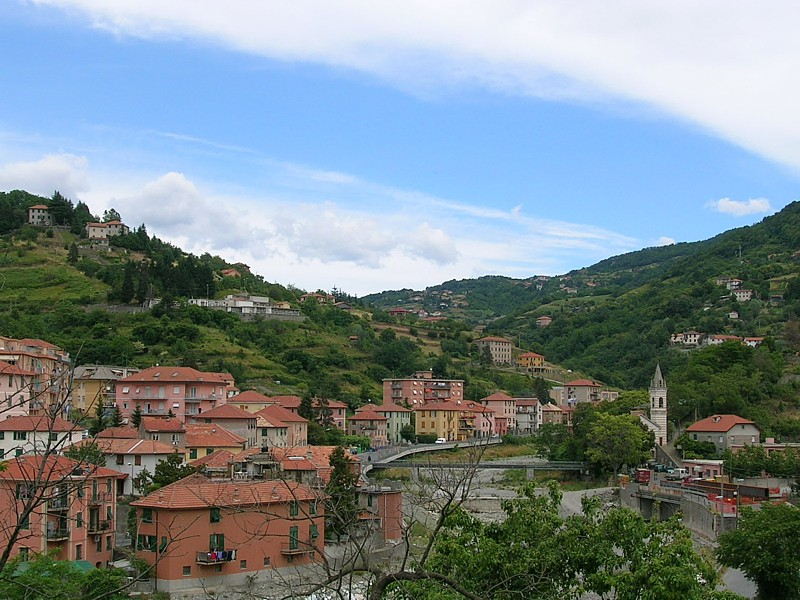
Pedemonte e il torrente Secca

Pedemonte (Pedemonte in ligure), frazione capoluogo del comune, di origini medioevali, anticamente chiamata Isosecco, è posta sulla riva destra del Secca, su un'antica strada che collegava il passo di Crocetta d'Orero col fondovalle. Intorno all'anno Mille a Pedemonte si trovava un castello dei visconti Carmandino, oggi raffigurato nello stemma comunale ma del quale non rimangono tracce.
Il nucleo più antico del paese è formato da case raccolte attorno alla chiesa parrocchiale della Santissima Annunziata, su una collina che sovrasta il torrente, e da pochi casolari sparsi nei dintorni. L'espansione edilizia del XX secolo, favorita dalla costruzione della strada di fondovalle, ha invece occupato tutto il versante della collina e le aree ai suoi piedi, fino alla riva del Secca.
Sulla riva opposta del torrente, alla confluenza del rio Pernecco, nel XVI secolo venne eretta una chiesa in onore di san Rocco di Montpellier (oggi santuario) come ringraziamento per avere protetto la popolazione dalla terribile epidemia di peste nera del XIV secolo.
Nel greto alla confluenza del rio Pernecco nel torrente Secca, vicino al luogo dove ora si trova il santuario, nel 1506 il contadino Agostino Pedemonte ritrovò la tavola bronzea di Polcevera, documento datato al 117 a.C., riportante la sentenza dei fratelli Minucii (Sententia Minuciorum) mandati dal Senato di Roma per risolvere un contenzioso di confine fra le tribù liguri dei Genuates e dei Veiturii Langenses.
Una copia dell'iscrizione è conservata nel palazzo comunale, edificio in stile razionalista, recentemente restaurato ed arricchito con opere del pittore Gian Marco Crovetto. Fra le altre sue opere, un mosaico raffigurante la fenice, emblema della civiltà che risorge dalle ceneri della guerra. Dello stesso artista anche l'affresco che occupa tutta la parete del palco sulla piazza delle feste (dedicata alla tavola bronzea di Polcevera) e raffigurante tutta la val Secca.
Da Pedemonte risalendo il corso del rio Pernecco si arriva al borgo di Ciaè, ormai abbandonato da anni, dove in un'antica costruzione presso un ponte tardo medievale è stato realizzato un rifugio attrezzato con 14 posti letto. Ciaè è raggiungibile anche da Sant'Olcese attraverso un percorso naturalistico di particolare interesse per le specie animali e vegetali presenti. Proprio per la presenza di specie animali e vegetali minacciate e per la qualità degli ambienti tutta l'area del monte Pizzo, dei Fontanini, di Ciaè e del torrente Pernecco è stata dichiarata ora S.I.C. (sito di interesse comunitario) dell'Unione europea.

#### Castagna

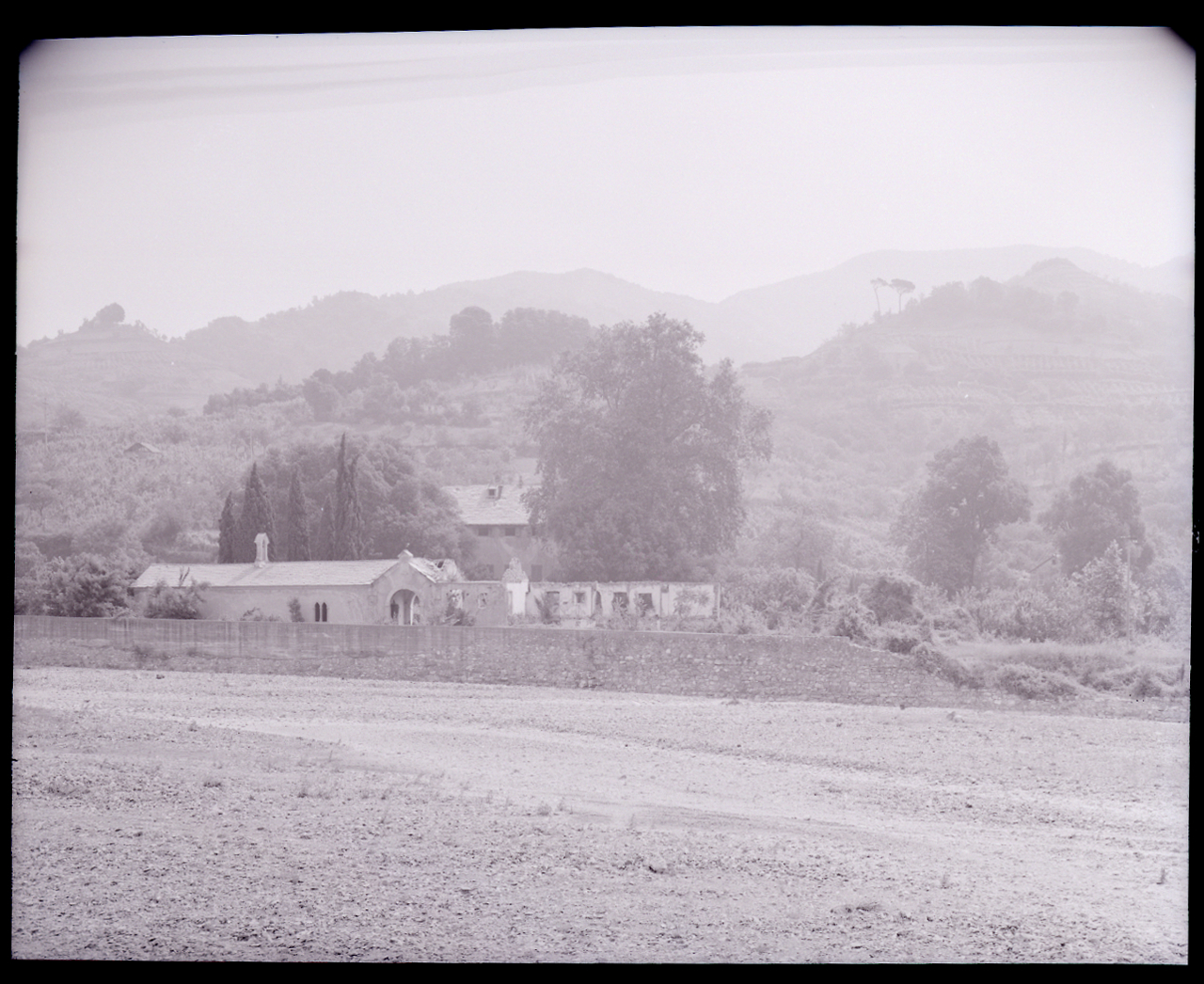
Villa Negrotto Cambiaso in località Secca, in rovina, fotografata da Paolo Monti nel 1964

La frazione di Castagna è situata nel fondovalle, poco prima di Pedemonte per chi proviene da Bolzaneto e deve il suo sviluppo all'apertura della strada di fondovalle.
Castagna è legata ad una grande famiglia dell'aristocrazia genovese, i Negrotto Cambiaso che vi possedevano, sulla sinistra del Secca, una bellissima villa del XVII secolo, con una cappella gentilizia e l'annesso cimitero di famiglia. Nella villa, oggi in rovina, negli anni venti del Novecento visse lo scrittore italo-inglese Jack Donghi che vi ambientò il racconto (in lingua inglese) Uno più uno uguale uno. Oggi parte della costruzione è stata riutilizzata per la costruzione degli spogliatoi di un campo da calcio sul quale gioca la squadra locale A.S.D. Serra Riccò.

#### Mainetto
Mainetto (Mainetto in ligure), che prende il nome dalla famiglia omonima, è la prima frazione del comune che si incontra provenendo da Bolzaneto lungo la strada di fondovalle, la cui apertura ne ha determinato lo sviluppo, ed è oggi sede di numerose aziende logistiche, industriali e di servizi.
Nel passato vi sorgevano numerose residenze di villeggiatura di famiglie patrizie genovesi. Villa Chiappara era la residenza estiva dell'alto clero genovese, e disponeva di una cappella privata, ma aperta ai fedeli, intitolata alla Mater Misericordiæ. Nel 1940 fu inaugurata una nuova chiesa, divenuta parrocchiale nel 1948, dedicata a Nostra Signora della Mercede.

#### Valleregia

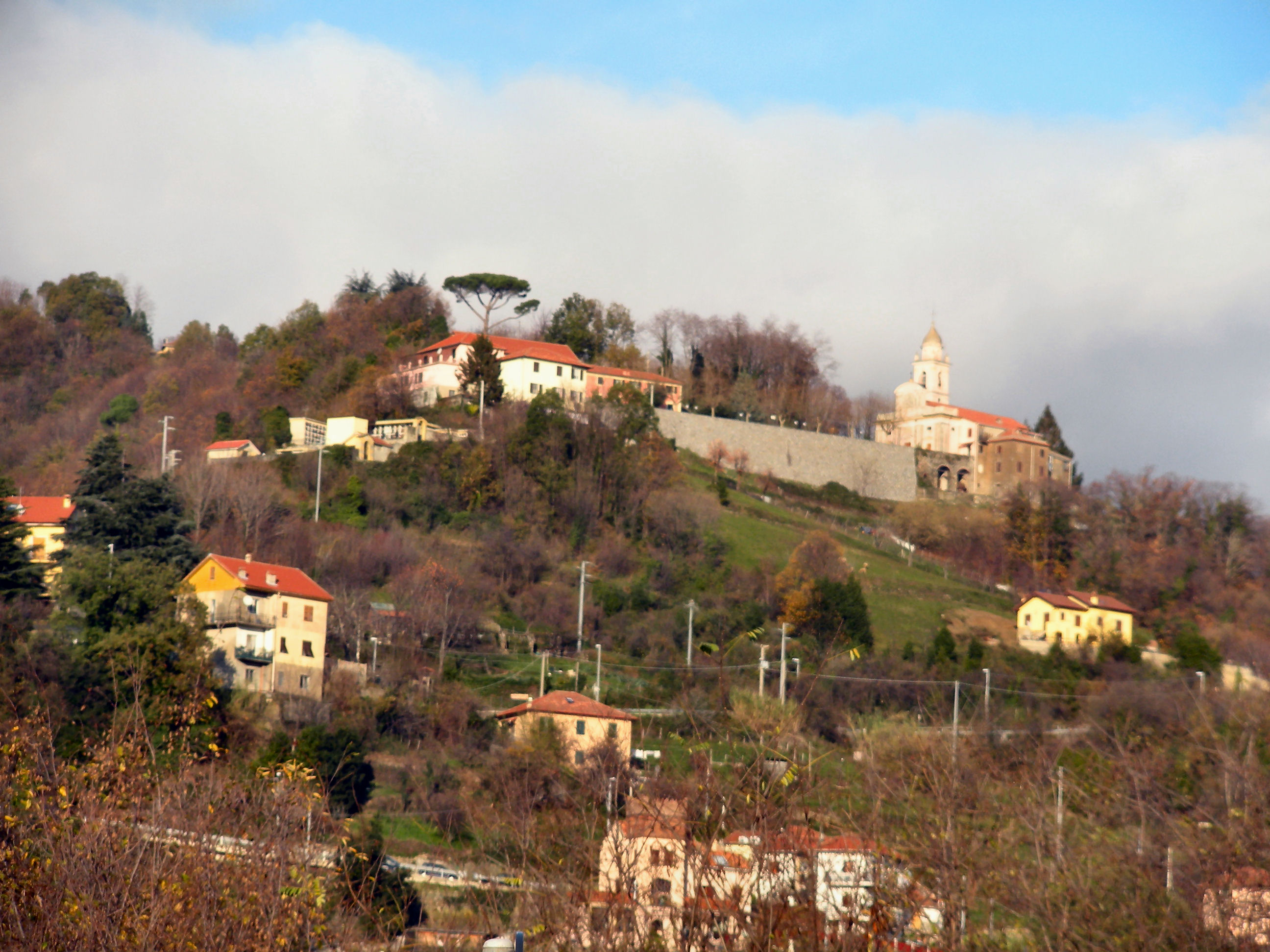
Valleregia, con la parrocchiale e il muraglione che sorregge il piazzale.

Valleregia (Voiæ in ligure) è formata da numerose case sparse sulla collina che da Pedemonte sale verso la Costa di Orero. Dall'ampio piazzale della chiesa parrocchiale della Natività di Maria Santissima lo sguardo spazia lungo tutta la valle del Secca e la val Polcevera sino al mare.
Non è nota la vera origine del toponimo Valleregia, che la tradizione popolare attribuisce al re longobardo Liutprando, il quale nel 725, sostando nel paese, avrebbe definito "regale" la bellezza della valle. Il paese era chiamato popolarmente, e spesso anche citato in testi antichi, con il nome di "Voirè", termine che richiama il toponimo ligure Voiæ, localmente usato ancora oggi.
La prima indicazione storica del paese si trova nel già citato documento del 12 dicembre 1191, con riferimento alle due parrocchie all'epoca esistenti.

#### Orero
Orero (Öê in ligure) si trova nei pressi del più basso valico appenninico (465 m s.l.m.), e fino al 1877 faceva parte del comune di Sant'Olcese.
Il valico della Crocetta d'Orero da tempi immemorabili è stato il crocevia di percorsi viari che dalla costa ligure portavano verso l'oltregiogo e la pianura Padana: a testimonianza di queste frequentazioni il ritrovamento nelle sue vicinanze del ripostiglio di Niusci, detto anche "tesoro di Niusci".
Sopra la chiesa di San Lorenzo martire sorge un palazzo della nobile famiglia genovese Spinola.

#### Prelo

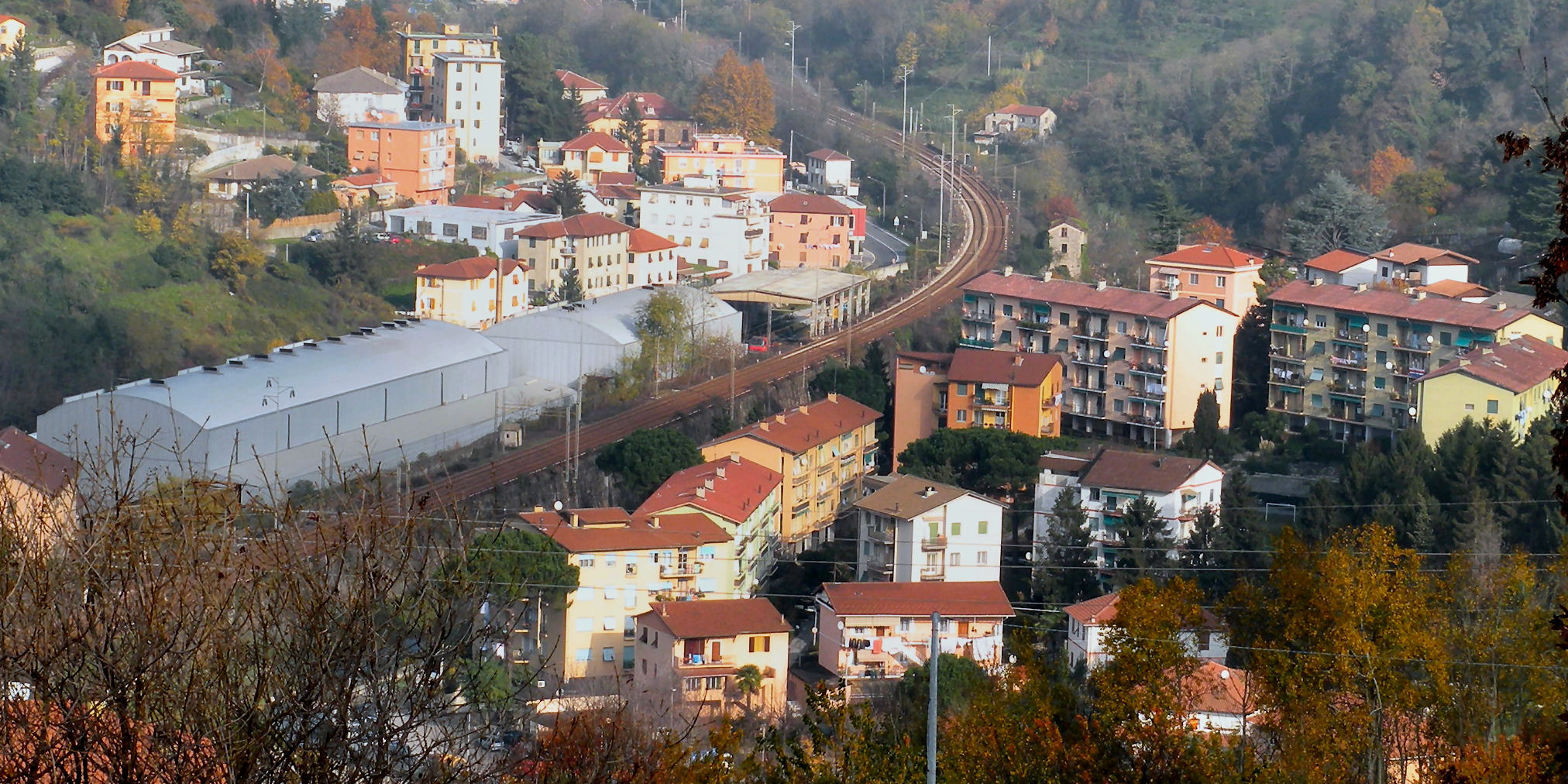
Prelo (a destra). Di fronte, le case della frazione Vetrerie del comune di Mignanego e i capannoni della FIL.

Prelo (Prelo in ligure) si trova sulla riva sinistra del Riccò, al confine con i comuni di Genova e Mignanego, di fronte alla frazione Vetrerie del comune di Mignanego. Proprio per questa posizione decentrata rispetto al resto del territorio comunale di Serra Riccò, tradizionalmente gravita verso Pontedecimo e Vetrerie. Questa situazione si è venuta a creare a causa di una divisione territoriale fatta sulle carte da chi non conosceva il territorio, occorre tuttavia osservare che all'epoca della costituzione del comune la zona era poco popolata, infatti la frazione si è sviluppata solo a partire dagli anni sessanta del Novecento con la costruzione del villaggio SIAC.
Una storia curiosa relativa alla località, che in passato era chiamata Pruscèn in ligure, Prussiani in italiano, narra che un reparto dell'esercito prussiano si accampò nel greto del torrente Riccò, spesso in secca come la maggior parte dei torrenti liguri. Altrettanto caratteristiche però sono le alluvioni che possono essere provocate anche da poche ore di forte pioggia, e proprio una di queste trascinò a valle soldati, armi ed accampamento.
Ed è proprio sulla riva destra del torrente Riccò (ma nel territorio del comune di Genova), che nel 1938 fu costruita una ferriera attiva ancora oggi dove vengono laminate lamiere di grande spessore. Inizialmente vi si producevano tondini per il calcestruzzo, durante la seconda guerra mondiale fu più volte bombardata ma mai distrutta, nei primi anni cinquanta divenne un ramo della nuova Italsider di Cornigliano fino al 1963 quando la proprietà fu ceduta a privati, acquisendo l'attuale nome di F.I.L. (Fabbrica Italiana Lamiere).

## Cultura

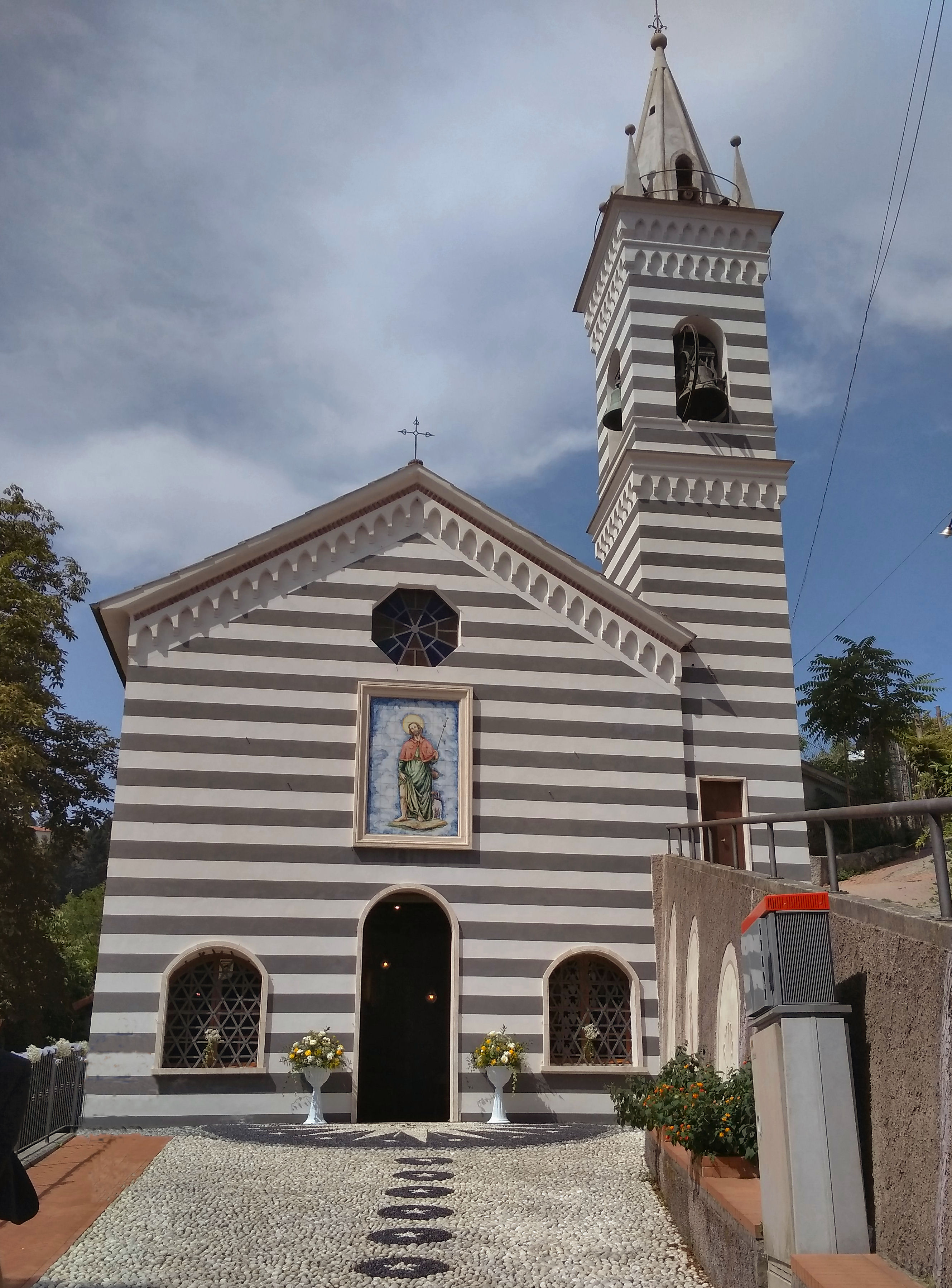
Il santuario di San Rocco nella frazione di Pedemonte

### Media
A Serra Riccò fu fondata nel 1977 TN4, l'emittente televisiva Telenord, oggi con sede a Genova.

### Cucina
La frazione di Orero del comune di Serra Riccò, assieme a Sant'Olcese, era nota per la produzione del tipico salame macinato a grana grossa e a limitata stagionatura, inserito nell'elenco dei Prodotti agroalimentari tradizionali italiani.

## Economia
Attualmente l'economia di Serra Riccò è basata sulle attività industriali e artigianali, sul terziario in genere, specie servizi logistici e commerciali, diffusi nelle frazioni di fondovalle. L'attività agricola, fiorente un tempo sull'intero territorio, si è progressivamente ridotta fino a quasi esaurirsi per effetto del marcato declino della civiltà contadina.
Oggi buona parte della popolazione lavora in aziende di Genova e della val Polcevera, mentre dell'antica economia agricola restano intorno alle case piccoli orti e frutteti, coltivati dai residenti soprattutto ad uso personale.

## Infrastrutture e trasporti

La chiesetta di San Martino nel borgo di Magnerri

### Strade
Il comune è attraversato dalla strada provinciale 3 di Crocetta d'Orero, che da Morigallo porta a Casella attraverso il passo della Crocetta d'Orero. Lungo questa strada si trovano le frazioni più popolose del comune (Mainetto, Castagna e Pedemonte), oltre a Orero. La strada fu costruita negli anni novanta dell'Ottocento, dopo l'unificazione dei comuni di Serra e San Cipriano, e diede un impulso determinante allo sviluppo dei paesi di fondovalle; il tratto montano, da Pedemonte alla Crocetta d'Orero fu aperto invece negli anni venti del Novecento.
Serra e San Cipriano sono raggiungibili con la strada provinciale 70 di Campora, che inizia anch'essa da Morigallo, e ricalcando il percorso dell'antica mulattiera che percorreva il crinale tra le valli del Secca e del Riccò-Polcevera raggiunge la località Campora (nei pressi di Serra), da dove scende a Pedemonte.
Una rete capillare di strade comunali raggiunge Valleregia, Costa d'Orero e tutte le altre piccole frazioni sparse nel territorio comunale.

### Ferrovie
Nel territorio comunale è situata la stazione di Piano Orizzontale dei Giovi, sulla ferrovia Torino-Genova.
Il territorio di Serra Riccò è inoltre attraversato dalla ferrovia Genova-Casella. Le due stazioni della linea ricomprese nel territorio cittadino sono la stazione di Niusci e la stazione di Crocetta d'Orero.

### Mobilità urbana
Dal comune di Genova un servizio di trasporto pubblico locale gestito dall'AMT garantisce quotidiani collegamenti bus con Serra Riccò e con le altre località del territorio comunale.

## Amministrazione
| Periodo           | Periodo        | Primo cittadino     | Partito                                               | Carica  | Note |
| ----------------- | -------------- | ------------------- | ----------------------------------------------------- | ------- | ---- |
| 30 settembre 1988 | 16 luglio 1990 | Sergio Faggi        | PCI                                                   | Sindaco |      |
| 22 luglio 1990    | 24 aprile 1995 | Tomaso Richini      | PDS                                                   | Sindaco |      |
| 9 maggio 1995     | 14 giugno 1999 | Tomaso Richini      | Serra Riccò insieme (lista civica di centro-sinistra) | Sindaco |      |
| 14 giugno 1999    | 14 giugno 2004 | Tomaso Richini      | Serra Riccò insieme (lista civica di centro-sinistra) | Sindaco |      |
| 19 luglio 2004    | 8 giugno 2009  | Andrea Tomaso Torre | Serra Riccò insieme (lista civica di centro-sinistra) | Sindaco |      |
| 8 giugno 2009     | 26 maggio 2014 | Andrea Tomaso Torre | Serra Riccò insieme (lista civica di centro-sinistra) | Sindaco |      |
| 26 maggio 2014    | 27 maggio 2019 | Rosario Amico       | Serra Riccò insieme (lista civica di centro-sinistra) | Sindaco |      |
| 27 maggio 2019    | 10 giugno 2024 | Angela Negri        | SiAmo Serra Riccò (lista civica)                      | Sindaco |      |
| 10 giugno 2024    | in carica      | Angela Negri        | SiAmo Serra Riccò (lista civica)                      | Sindaco |      |

### Gemellaggi
Serra Riccò è gemellata con:
- rione Villa del Parque, dal 2008

Questo gemellaggio trova le sue motivazioni storiche nel fatto che il quartiere di Villa del Parque fu fondato nel 1908 da Antonio Cambiasso, figlio di emigranti originari di Serra Riccò, il quale, avendo ereditato dei poderi dal padre, li divise in lotti sui quali fu edificato il nuovo quartiere. Nel centenario della fondazione le comunità di Serra Riccò e Villa del Parque hanno deciso il gemellaggio per celebrare l'anniversario dell'avvenimento.

## Sport

### Calcio
- A.S.D. Serra Riccò 1971, fondata nel 1971, militante nel campionato di Eccellenza;
- A.S.D. San Cipriano, militante nel campionato di Promozione.